# Holboca
Holboca è un comune della Romania di 12 538 abitanti, ubicato nel distretto di Iași, nella regione storica della Moldavia.
Il comune è formato dall'unione di 7 villaggi: Cristești, Dancu, Holboca, Orzeni, Rusenii Noi, Rusenii Vechi, Valea Lungă.
Holboca fa parte della Zona Metropolitana di Iași, da cui dista soli 7 km ed alla quale è collegata da diversi mezzi pubblici, sia tram che autobus, e dalla linea ferroviaria Iași - Ungheni che ha una stazione nella località di Cristești.